# 無線介面層
無線介面層（英語：Radio Interface Layer，縮寫為），是作業系統的一層介面，它負責提供介面，來控制行動電話的數據機（Modem）與無線電。

## Windows Mobile RIL
RIL在微軟推出的行動作業系統Windows Mobile中佔有重要的地位。在Windows Mobile裝置中，RIL讓上層控制語音電話或資料傳輸的應用程式能夠與控制GSM/GPRS或CDMA2000 1X的數據機溝通。RIL提供系統介面，讓Windows Mobile作業系統中的CellCore層，能與與無線數據機硬體使用的無線通訊堆疊溝通。RIL也提供了抽象介面，容許OEM廠商將不同的數據機整合進他們的系統中。通過RIL，系統容許所有不同的無線電裝置都能夠在單一的CellCore元件下運作。

## Android RIL
Android的RIL層主要分成兩個部分：RIL Daemon和Vendor RIL。
RIL Daemon由C/C++寫成，負責透過socket承接來自於電話框架(Telephony frameworks)的請求，並且將請求找到對應的函數後轉往Vendor RIL。另外也負責將來自Vendor RIL的回應回報給電話框架。
Vendor RIL為各數據晶片的供應商所提供。在RIL Daemon定義了各種不同的函式，而各晶片開發商（如：高通公司）則實做RIL Daemon定義的各種函式，再修改RIL Daemon匯入的函式庫以驅動自己的硬體。簡單來說，Vendor RIL負責承接來自於RIL Daemon的指令，將之做基本處理後傳遞給數據晶片做其他的控制。另外，Vendor RIL 也會同步監聽數據機以獲得數據機「主動回報」、或「處理完後回報」的指令，並將之做初步解析後經由RIL Daemon回傳到電話框架。
RIL可分成兩大指令：之一為RIL傳遞訊息給數據晶片並接收數據晶片執行完後的結果的指令(Solicited commands)，之二為數據晶片主動回報的指令(Unsolicited commands)。

## 外部連結
- MSDN-Radio Interface Layer （页面存档备份，存于）